# Lema Kusa
Lema Kusa, né le 24 juillet 1944 à Kinkenge dans le Bas-Congo (actuellement Kongo-central) au Congo belge (République démocratique du Congo actuellement), est un artiste peintre, graphiste, illustrateur.